# 道の駅一覧 ま行
道の駅 < 道の駅一覧
| あ行 | か行 | さ行 | た行 | な行 | は行 | ま行 | や-わ行 |

日本の道の駅のうち、ま行で始まるものの一覧である。
道の駅の記事を書かれる方へ：
道の駅の記事を書いた場合は、この一覧にも書き込んで下さい。
道の駅の記事のフォーマットについては、プロジェクト:道の駅をご覧になるか、すでに投稿されている記事を参考にして下さい。

## ま
- 道の駅舞鶴港とれとれセンター（まいづるこうとれとれセンター）：京都府
- 道の駅舞ロードIC千代田（まいろーどいんたーちよだ）：広島県
- 道の駅マイントピア別子（まいんとぴあべっし）：愛媛県
- 道の駅まえばし赤城（まえばしあかぎ）：群馬県
- 道の駅マオイの丘公園（まおいのおかこうえん）：北海道
- 道の駅マキノ追坂峠（まきのおっさかとうげ）：滋賀県
- まきのさんの道の駅・佐川（まきのさんのみちのえき・さかわ）：高知県
- 道の駅まくらがの里こが（まくらがのさとこが）：茨城県
- 道の駅ましこ：栃木県
- 道の駅摩周温泉（ましゅうおんせん）：北海道
- 道の駅馬瀬 美輝の里（まぜみきのさと）：岐阜県
- 道の駅マチテラス日進（マチテラスにっしん）：愛知県
- 道の駅松浦海のふるさと館（まつうらうみのふるさとかん）：長崎県
- 道の駅真狩フラワーセンター （まっかりふらわーせんたー）：北海道
- 道の駅まつだいふるさと会館（まつだいふるさとかいかん）：新潟県
- 道の駅松山（まつやま）：鹿児島県
- 道の駅マリーンアイランド岡島（まりーんあいらんどおかしま）：北海道
- 道の駅まるせっぷ：北海道
- 道の駅マルメロの駅ながと（まるめろのえきながと）：長野県
- 道の駅万葉の里（まんばのさと）：群馬県
- 道の駅万葉の里 高岡（まんようのさと たかおか）：富山県

## み
- 道の駅みえ：大分県
- 道の駅三笠（みかさ）：北海道
- 道の駅みかも：栃木県
- 道の駅みかわ：新潟県
- 道の駅みかわ：愛媛県
- 道の駅みき：兵庫県
- 道の駅みくに：福井県
- 道の駅みさき：大阪府
- 道の駅三朝・楽市楽座（みささ・らくいちらくざ）：鳥取県
- 道の駅美郷（みさと）：秋田県
- 道の駅美里「佐俣の湯」（みさと さまたのゆ）：熊本県
- 道の駅みさわ：青森県
- 道の駅みしょうMIC（みしょうミック）：愛媛県
- 道の駅美杉（みすぎ）：三重県
- 道の駅みずさわ：岩手県
- 道の駅水の郷さわら（みずのさとさわら）：千葉県
- 道の駅水の郷日高川 龍游（みずのさとひだかがわ りゅうゆう）：和歌山県
- 道の駅水辺の郷おおやま（みずべのさとおおやま）：大分県
- 道の駅水辺プラザかもと（みずべぷらざかもと）：熊本県
- 道の駅瑞穂（みずほ）：島根県
- 道の駅瑞穂の里・さらびき（みずほのさと・さらびき）：京都府
- 道の駅みそぎの郷 きこない（みそぎのさと きこない）：北海道
- 道の駅三田貝分校（みたかいぶんこう）：岩手県
- 道の駅三岳（みたけ）：長野県
- 道の駅みたら室蘭（みたらむろらん）：北海道
- 道の駅みつ：兵庫県
- 道の駅みついし：北海道
- 道の駅みつまた：新潟県
- 道の駅三矢の里あきたかた（みつやのさとあきたかた）：広島県
- 道の駅みとう：山口県
- 道の駅みとみ：山梨県
- 道の駅みなかみ水紀行館（みなかみみずきこうかん）：群馬県
- 道の駅みなとま〜れ寿都（みなとま〜れすっつ）：北海道
- 道の駅みなの：埼玉県
- 道の駅みなべうめ振興館（みなべうめしんこうかん）：和歌山県
- 道の駅みなまた：熊本県
- 道の駅美並（みなみ）：岐阜県
- 道の駅南アルプスむら長谷（みなみアルプスむらはせ）：長野県
- 道の駅南魚沼（みなみうおぬま）：新潟県
- 道の駅南えちぜん山海里（みなみえちぜんさんかいり）：福井県
- 道の駅みなみかた：宮城県
- 道の駅南きよさと（みなみきよさと）：山梨県
- 道の駅南信州 うるぎ（みなみしんしゅう うるぎ）：長野県
- 道の駅南信州とよおかマルシェ（みなみしんしゅうとよおかマルシェ）：長野県
- 道の駅南相馬（みなみそうま）：福島県
- 道の駅みなみ波賀（みなみはが）：兵庫県
- 道の駅南飛騨小坂（みなみひだおさか）：岐阜県
- 道の駅南ふらの（みなみふらの）：北海道
- 道の駅みねはま：秋田県
- 道の駅三野（みの）：徳島県
- 道の駅みのかも：岐阜県
- 道の駅美濃白川（みのしらかわ）：岐阜県
- 道の駅美濃にわか茶屋（みのにわかちゃや）：岐阜県
- 道の駅みのぶ富士川観光センター（みのぶふじかわかんこうセンター）：山梨県
- 道の駅みのりの郷東金（みのりのさととうがね）：千葉県
- 道の駅みはら神明の里（みはらしんめいのさと）：広島県
- 道の駅みぶ：栃木県
- 道の駅みま：愛媛県
- 道の駅みまの里（みまのさと）：徳島県
- 道の駅みまき：長野県
- 道の駅みやこ：岩手県
- 道の駅都城NiQLL（みやこのじょうニクル）：宮崎県
- 道の駅宮地岳かかしの里（みやじだけかかしのさと）：熊本県
- 道の駅みやま：福岡県
- 道の駅海山（みやま）：三重県
- 道の駅みやま公園（みやまこうえん）：岡山県
- 道の駅美山ふれあい広場（みやまふれあいひろば）：京都府
- 道の駅みやもり：岩手県
- 道の駅明恵ふるさと館（みょうえふるさとかん）：和歌山県
- 道の駅みょうぎ：群馬県
- 道の駅三芳村（みよしむら）：千葉県
- 道の駅みろく：香川県
- 道の駅みわ：茨城県
- 道の駅みんまや：青森県

## む
- 道の駅むいかいち温泉（むいかいちおんせん）：島根県
- 道の駅むかわ四季の館（むかわしきのやかた）：北海道
- 道の駅むげ川（むげかわ）：岐阜県
- 道の駅633美の里（むささびのさと）：高知県
- 道の駅虫喰岩（むしくいいわ）：和歌山県
- むつざわスマートウェルネスタウン・道の駅・つどいの郷（むつざわすまーとうぇるねすたうん・みちのえき・むつざわ）：千葉県
- 道の駅むなかた：福岡県
- 道の駅村岡ファームガーデン（むらおかふぁーむがーでん）：兵庫県
- 道の駅村田（むらた）：宮城県
- 道の駅むらやま：山形県
- 道の駅むろね：岩手県

## め
- 道の駅明治の森・黒磯（めいじのもり・くろいそ）：栃木県
- 道の駅名水の郷きょうごく（めいすいのさときょうごく）：北海道
- 道の駅明宝（めいほう）：岐阜県
- 道の駅女神の里たてしな（めがみのさとたてしな）：長野県
- 道の駅めぐみ白山（めぐみはくさん）：石川県
- 道の駅めじかの里土佐清水（めじかのさととさしみず）：高知県
- 道の駅めぬま：埼玉県
- 道の駅メルヘンおやべ：富山県
- 道の駅メルヘンの丘めまんべつ（メルヘンのおかめまんべつ）：北海道

## も
- 道の駅もがみ：山形県
- 道の駅もち米の里☆なよろ（もちごめのさとなよろ）：北海道
- 道の駅もてぎ：栃木県
- 道の駅もっくる新城：愛知県
- 道の駅もみじ川温泉（もみじがわおんせん）：徳島県
- 道の駅桃山天下市（ももやまてんかいち）：佐賀県
- 道の駅もりおか渋民（もりおかしぶたみ）：岩手県
- 道の駅もりた：青森県
- 道の駅森と湖の里ほろかない（もりとみずうみのさとほろかない）：北海道
- 道の駅モンデウス飛騨位山（モンデウスひだくらいやま）：岐阜県